# Tetragnatha lineatula
Tetragnatha lineatula är en spindelart som beskrevs av Roewer 1942. Tetragnatha lineatula ingår i släktet sträckkäkspindlar, och familjen käkspindlar. Inga underarter finns listade i Catalogue of Life.